# Élections régionales de 1994 en Mecklembourg-Poméranie-Occidentale
Les élections régionales de 1994 en Mecklembourg-Poméranie-Occidentale (en allemand : Landtagswahl in Mecklenburg-Vorpommern 1994) se tiennent le 16 octobre 1994, afin d'élire les 71 députés de la 2e législature du Landtag pour un mandat de quatre ans.
Le scrutin est marqué par une nouvelle victoire de la CDU, qui confirme sa solide majorité relative. Berndt Seite est de nouveau investi ministre-président à la tête d'une « grande coalition » avec le SPD.

## Contexte
Aux élections régionales du 14 octobre 1990, la CDU devient la première force politique du Mecklembourg-Poméranie-Occidentale en rassemblant 38,3 % des voix et 29 députés sur 66.
Elle devance ainsi le SPD, qui totalise 27 % des suffrages exprimés et 21 parlementaires. Suit à la troisième position le PDS — successeur du parti unique de la RDA (SED) — avec 15,7 % des voix et 12 élus. Enfin, le FDP est la quatrième et dernière force politique à intégrer le Landtag, après avoir réuni 5,5 % des suffrages et quatre sièges.
À la suite de la défection d'un député du SPD, Alfred Gomolka est investi ministre-président à la tête d'une « coalition noire-jaune » qui réunit la CDU et le FDP, et dont le ministre du Travail libéral Klaus Gollert est vice-ministre-président.
Le chef de file du Parti social-démocrate Klaus Klingner décide de ne pas prendre possession de son mandat parlementaire et de rester ministre de la Justice du Schleswig-Holstein. La présidence du groupe parlementaire régional revient donc à Harald Ringstorff, déjà président régional du parti.
Le 14 mars 1992, le groupe parlementaire de l'Union chrétienne-démocrate vote une motion de défiance à l'encontre de Gomolka, après que celui-ci a renvoyé son ministre de la Justice qui avait exprimé son désaccord quant au refus du ministre-président de soutenir la privatisation totale des anciens chantiers navals d'État. Il est remplacé cinq jours plus tard par Berndt Seite.
Quelques mois plus tard, en août, la ville de Rostock est le théâtre de cinq jours d'émeutes à caractère raciste et xénophobe.
La Constitution du Land (en allemand : Landesverfassung) entre en vigueur le 23 mai 1993, suivie le 14 décembre de la loi électorale (en allemand : Wahlgesetz). Celle-ci maintient le mode de scrutin en vigueur, mais augmente de 66 à 71 le nombre total de députés, et de 33 à 36 le nombre de circonscriptions uninominales.

## Mode de scrutin
Le Landtag est constitué de 71 députés (en allemand : Mitglied des Landtags, MdL), élus pour une législature de quatre ans au suffrage universel direct et suivant le scrutin proportionnel de Hare.
Chaque électeur dispose de deux voix : la première (en allemand : Wahlkreisstimme) lui permet de voter pour un candidat de sa circonscription selon les modalités du scrutin uninominal majoritaire à un tour, le Land comptant un total de 36 circonscriptions ; la seconde voix (en allemand : Landesstimme) lui permet de voter en faveur d'une liste de candidats présentée par un parti au niveau du Land.
Lors du dépouillement, l'intégralité des 71 sièges est répartie à la proportionnelle sur la base des secondes voix uniquement, à condition qu'un parti ait remporté 5 % des voix au niveau du Land ou un mandat uninominal. Si un parti a remporté des mandats au scrutin uninominal, ses sièges sont d'abord pourvus par ceux-ci.
Dans le cas où un parti obtient plus de mandats au scrutin uninominal que la proportionnelle ne lui en attribue, la taille du Landtag est augmentée afin de rétablir la proportionnalité.

## Campagne électorale

### Principaux partis et chefs de file
| Parti | Parti                                                                              | Chef de file                        | Résultat de 1990           |
| ----- | ---------------------------------------------------------------------------------- | ----------------------------------- | -------------------------- |
|       | Union chrétienne-démocrate d'Allemagne Christlich Demokratische Union Deutschlands | Berndt Seite (Ministre-président)   | 38,3 % des voix 29 députés |
|       | Parti social-démocrate d'Allemagne Sozialdemokratische Partei Deutschlands         | Harald Ringstorff                   | 27,0 % des voix 21 députés |
|       | Parti du socialisme démocratique Partei des Demokratischen Sozialismus             | Gerd Böttger                        | 15,7 % des voix 12 députés |
|       | Parti libéral-démocrate Freie Demokratische Partei                                 | Klaus Gollert (Ministre du Travail) | 5,5 % des voix 4 députés   |

## Résultats

### Voix et sièges
|                                   | Union chrétienne-démocrate d'Allemagne (CDU) | Union chrétienne-démocrate d'Allemagne (CDU) | 385 260   | 39,51 | 28        | 1             | 368 206   | 37,65 | 2  | 30 | 1             |  |  |  |  |  |
|                                   | Parti social-démocrate d'Allemagne (SPD)     | Parti social-démocrate d'Allemagne (SPD)     | 292 714   | 30,02 | 7         | 3             | 288 431   | 29,50 | 16 | 23 | 2             |  |  |  |  |  |
|                                   | Parti du socialisme démocratique (PDS)       | Parti du socialisme démocratique (PDS)       | 231 353   | 23,72 | 1         | 1             | 221 814   | 22,68 | 17 | 18 | 6             |  |  |  |  |  |
|                                   | Parti libéral-démocrate (FDP)                | Parti libéral-démocrate (FDP)                | 31 757    | 3,26  | 0         | en stagnation | 37 498    | 3,83  | 0  | 0  | 4             |  |  |  |  |  |
|                                   | Alliance 90 / Les Verts (Grünen)             | Alliance 90 / Les Verts (Grünen)             | 29 181    | 2,99  | 0         | en stagnation | 36 035    | 3,69  | 0  | 0  | en stagnation |  |  |  |  |  |
|                                   | Les Républicains (REP)                       | Les Républicains (REP)                       | 708       | 0,07  | 0         | en stagnation | 9 974     | 1,02  | 0  | 0  | en stagnation |  |  |  |  |  |
|                                   | Autres                                       | Autres                                       | 4 082     | 0,42  | 0         | en stagnation | 15 909    | 1,63  | 0  | 0  | en stagnation |  |  |  |  |  |
|                                   |                                              |                                              |           |       |           |               |           |       |    |    |               |  |  |  |  |  |
| Votes valides                     | Votes valides                                | Votes valides                                | 975 055   | 97,20 |           |               | 977 867   | 97,48 |    |    |               |  |  |  |  |  |
| Votes blancs et nuls              | Votes blancs et nuls                         | Votes blancs et nuls                         | 28 061    | 2,80  | 25 249    | 2,52          |           |       |    |    |               |  |  |  |  |  |
| Total                             | Total                                        | Total                                        | 1 003 116 | 100   | 36        | 3             | 1 003 116 | 100   | 35 | 71 | 5             |  |  |  |  |  |
| Abstentions                       | Abstentions                                  | Abstentions                                  | 373 761   | 27,15 |           |               | 373 761   | 27,15 |    |    |               |  |  |  |  |  |
| Nombre d'inscrits / participation | Nombre d'inscrits / participation            | Nombre d'inscrits / participation            | 1 376 877 | 72,85 | 1 376 877 | 72,85         |           |       |    |    |               |  |  |  |  |  |

### Analyse
La participation est en forte hausse, affichant une progression de huit points par rapport à 1990. Ce chiffre supérieur à 70 % des inscrits s'explique notamment par la concomitance de ce scrutin avec les élections fédérales.
La CDU du ministre-président Berndt Seite se maintient comme première force politique régionale et le SPD enregistre une hausse modérée. À l'inverse, le PDS connaît une forte progression, avec une croissance de 50 % de son groupe parlementaire. Aucun autre parti n'est parvenu à franchir le seuil des 5 %, ce qui conduit à l'exclusion du FDP du Landtag.
Les émeutes de Rostock n'ont pas eu de conséquence électorale, puisque ni Les Républicains (REP) ni le NPD n'ont rencontré de succès significatif au cours de ces élections.

### Conséquences
Après la direction fédérale du SPD a refusé qu'Harald Ringstorff forme une « coalition rouge-rouge » avec le PDS, Berndt Seite est investi ministre-président pour un second mandat, à la tête d'une « grande coalition » dans laquelle Ringstorff est ministre de l'Économie et vice-ministre-président.